# Kazinczi Sámuel
Kazinczi Sámuel (Kiskunhalas, 1803. augusztus 22. – Hajdúböszörmény, 1855. december 7.) orvosdoktor, megyei főorvos.

## Élete
Kazinczi László és Bódogh Erzsébet fia. Tanult a halasi és a kecskeméti gimnáziumban; 1815 szeptemberében Debrecenbe ment a felső osztályba. 1826-ban senior volt és a hétéves tanfolyamot elvégezte (közben 1824-ben a német nyelv tanulása végett Késmárkon volt). Az orvosi tudományok hallgatására Bécsbe ment. Az 1831. évi kolerajárvány idején, mint ötödéves orvostanhallgató Trencsénbe küldetett. 1832-ben nyert orvosdoktori oklevelet Bécsben és júniusban a Hajdú kerület tiszti orvosa lett és az maradt 18 évig; azután Szabolcsmegye egyik főorvosa volt két évig és Hajdúböszörmény város orvosa háromig. 1855. október 6-án szélütés érte és meghalt azon év december 7-én Hajdúböszörményben.
Bécsi tartózkodása alatt a Magyar Kurír főmunkatársa volt.

## Munkája
- Dissertatio inaug. medica de odio. Vindobonae, 1832.

Orvosi naplót írt 23 évi gyakorlata alatt, mely 26 kötetben a hajdúböszörményi református egyház könyvtárában van; e szerint 50 000 beteget gyógyított.